# Hermandad del Dolor y Sacrificio (Puerto de Santa María)
La Hermandad del Dolor cuyo nombre oficial y completo es Hermandad de Nuestro Padre Jesús Cautivo y María Santísima del Dolor y Sacrificio es una hermandad religiosa o cofradía con sede en la Capilla de las Esclavas del Sagrado Corazón de Jesús , en la ciudad de El Puerto de Santa María (España). Realiza una procesión durante la Semana Santa de El Puerto de Santa María, en la tarde del Martes Santo.

## Historia[2]
Fundada en el año 1958.

## Escudo
Un escudo representa un corazón traspasado por tres clavos y dentro de una corona de espinas, según un grabado que se conserva en el interior de la capilla donde se encontraba la imagen de María Santísima del Dolor y Sacrificio.

## Imágenes
- Nuestro Padre Jesús Cautivo[3]: La imagen es de talla completa para vestir, de estilo neobarroco, del imaginero Francisco Buiza Fernández en el año 1978 en que representa a Jesús maniatado tras ser prendido. Mide 1,77 m aprox. de altura.
- María Santísima del Dolor y Sacrificio:[4] Imagen de dolorosa de candelero para vestir, obra anónima de estilo tardobarroquista, que data del siglo XVIII. Mide 1,63m aprox. de altura.
- Santisímo Cristo de la Fe[5]: La imagen es una talla completa, de la escuela genovesa de autoría desconocida realizada sobre la segunda mitad del siglo XVIII, que representa a Jesús muerto en la cruz. Mide 1,04 m x 1,77m. Se sitúa en una capilla propia en la entrada de la casa de Hermandad. Actualmente no procesiona.

## Cortejo procesional

### Primer Paso
Representa a Jesús preso, maniatado de brazos.
- Andas de Cristo: La imagen realiza su desfile procesional sobre unas andas con canastillas cincelada en metal plateado que pertenecieron hasta 1977 a la Virgen. Los respiraderos (1.959), de estilo sevillano y formado por un moldurón friso y baquetón ricamente decorado, todo ello ejecutado por el orfebre jerezano Juan Landa. Las cartelas de metal sobredorados, llevan los escudos de la Hermandad, el escudo de la ciudad del Puerto y el escudo de la Diócesis de Sevilla. En 1977, fueron reformados y restaurados por el taller de Lorenzo Jiménez Rueda. Cuatro faroles (1997-98) en cada esquina realizados en los talleres del orfebre sevillano Jesús Domínguez Machuca. Fue restaurado de nuevo por el Taller Domínguez, y ampliado en sus esquinas en 2002 incorporando cuatro capillas en ellas. En 2003 se estrenan en esas capillas las tallas de los co-patronos de la ciudad, San Sebastián y San Francisco Javier, así como de Fray Leopoldo de Alpandeire y San Juan Bautista de la Salle,obra del imaginero Ángel Pantoja.

- Medidas: Calza 33 (18 cargadores en el exterior y 15 costaleros con molía jerezana en el interior).

- Acompañamiento musical: No lleva.

### Segundo Paso
María Santísima del Dolor y Sacrificio sin palio.
- Andas de María: La imagen mariana realiza su desfile procesional sobre unas andas con canastilla en metal plateado, sin palio y de estructura metálica. Respiraderos de las andas (1973) obra del orfecre Lorenzo Jiménez Rueda, el respiradero frontal representa, en una capilla central, la imagen de la patrona de la ciudad, dos ángeles portando una custodia en la parte superior, en cada esquina de las andas una capilla con ángeles; en los laterales de las andas entre la crestería, cuatro ángeles con alegorías, y en cada uno de los paños, cabezas de los apóstoles en relieve. Dos faroles en las esquinas delanteras de las andas(1965), en plata de ley por el orfebre sevillano Ángel Gabella Pérez. Dos jarras en las esquinas traseras de las andas(2000), estando grabados los nombres de las diferentes imágenes marianas de la ciudad, obra del orfebre Jesús Domínguez, dos candelabros en la parte trasera obra del mismo (2015).

- Medidas: Calza 33 (18 cargadores en el exterior y 15 costaleros con molía jerezana en el interior).

- Acompañamiento musical: No lleva.

### Hábito nazareno:[7]

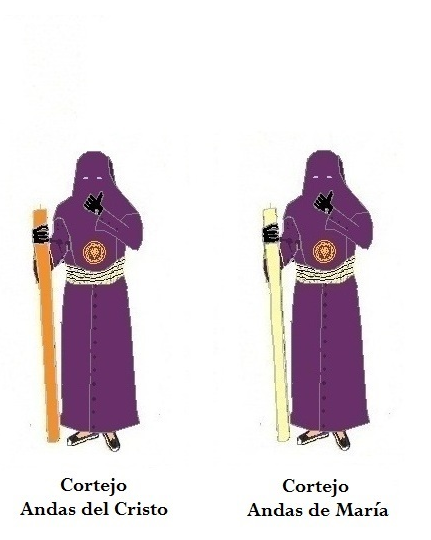
hábito Nazareno Dolor y Sacrificio

Los nazarenos visten túnica, antifaz sin capirote, y botonadura morada en tela de sarga, con cinturón de esparto, llevan guantes en color negro y zapatillas de esparto negra sin calcetines. Sobre el velillo el escudo de la hermandad.

## Marchas dedicadas
Aún no tienen ninguna marcha dedicada a sus titulares.

## Retablo Cerámico

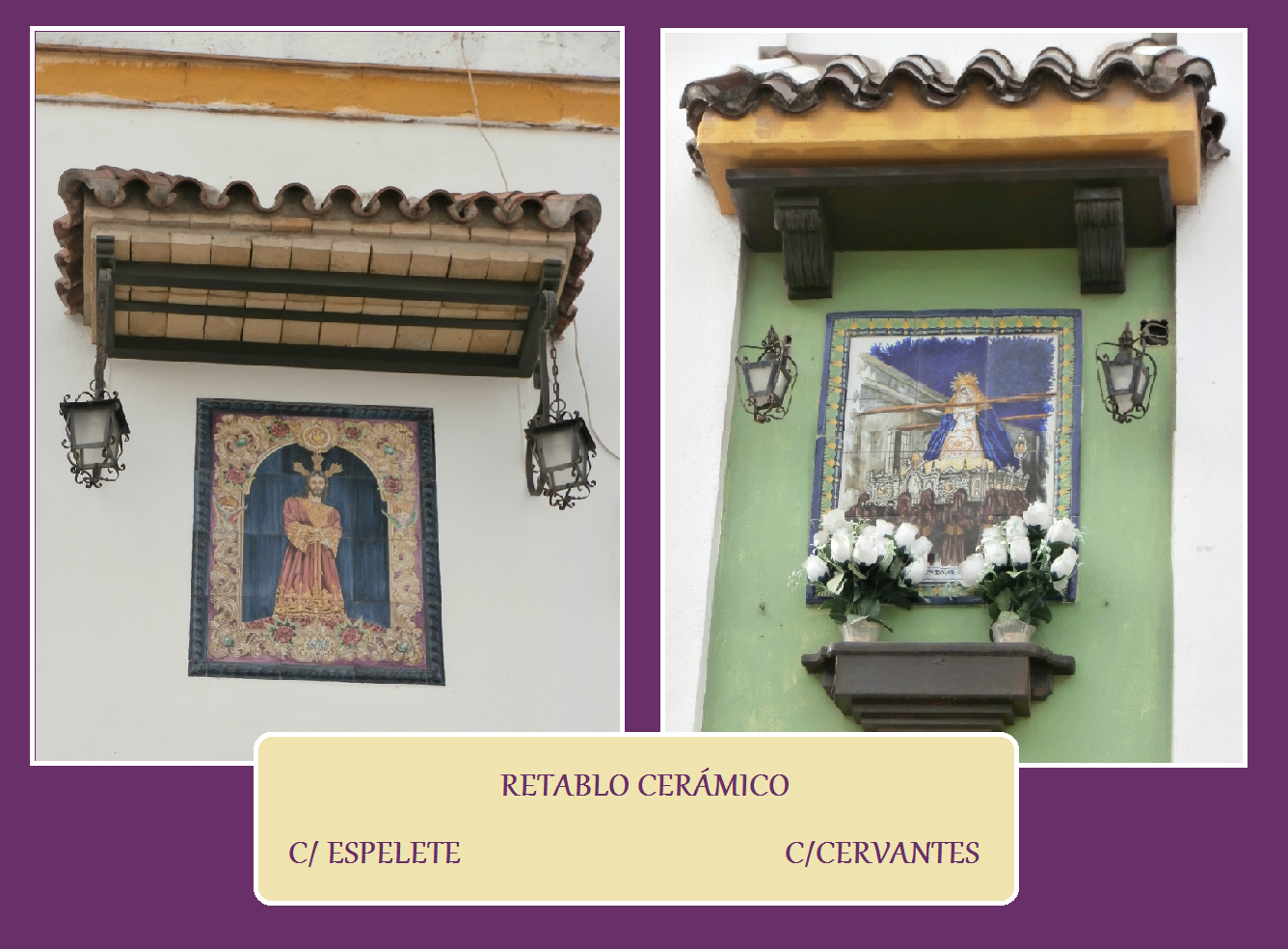
Retablos Cerámicos de los Titulares de la Hdad. del Dolor y Sacrificio